# Agar (Stadt)
Agar ist eine Stadt im indischen Bundesstaat Madhya Pradesh.
Die Stadt ist der Verwaltungssitz des 2013 gegründeten Distrikts Agar Malwa. Die Stadt ist in 18 Wards gegliedert. Sie hatte am Stichtag der Volkszählung 2011 37.917 Einwohner, von denen 19.607 Männer und 18.310 Frauen waren. Hindus bilden mit einem Anteil von über 68 % die Mehrheit der Bevölkerung in der Stadt. Die Alphabetisierungsrate lag 2011 bei 80,29 % und damit über dem nationalen Durchschnitt.
Scheduled Castes bzw. Scheduled Tribes machen 13,81 Prozent und 1,30 Prozent der Gesamtbevölkerung von Agar aus.